# Holbæks amt
Holbæks amt (danska: Holbæk Amt) var ett amt i östra Danmark. Amtet omfattade den nordvästra delen av ön Själland samt
öarna Samsø, Sejerø och Hesselø. Utöver residensstaden Holbæk omfattade amtet även städerna Kalundborg och Nykøbing Sjælland.

## Administrativ historik
Holbæks amt bildades när Danmarks län ersattes av amt 1662 och ersatte då det dåvarande slottslänet Holbæks län. Det omfattade då endast Merløse och Tuse härader.
I samband med amtsreformen 1793 gick Dragsholms, Kalundborgs och Sæbygårds amt upp i Holbæks amt.
Amtet upphörde i samband med kommunreformen 1970 då det till större delen uppgick i det då nybildade Vestsjællands amt, medan en mindre del (ön Samsø) fördes till Århus amt. Sedan kommunreformen 2007 tillhör huvuddelen av området Region Själland, med undantag för ön Samsø som tillhör Region Mittjylland.

## Härader

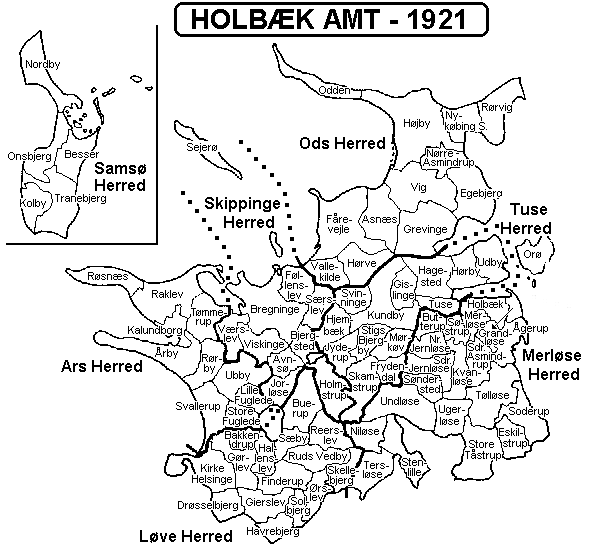
Karta över Holbæks amt med dess indelning i härader och socknar.

Holbæks amt omfattade sju härader:
- Ars härad
- Løve härad
- Merløse härad
- Ods härad
- Samsø härad
- Skippinge härad
- Tuse härad